# Eclissi solare del 17 giugno 1928
L'eclissi solare del 17 giugno 1928 è stato un evento astronomico che ha avuto luogo il suddetto giorno attorno alle ore 20:27 UTC. Tale evento ha avuto luogo nell'Unione Sovietica settentrionale. L'eclissi del 17 giugno 1928 divenne la seconda eclissi solare nel 1928 e la 65ª nel XX secolo. La precedente eclissi solare avvenne il 19 maggio 1928, la seguente avvenne il 12 novembre 1928.
Il giorno della luna nuova (novilunio), la differenza tra le distanze apparenti di luna e sole osservate sulla terra è estremamente piccola. In tale momento, se la luna si trova in prossimità del nodo lunare, cioè uno dei due punti in cui la sua orbita interseca l'eclittica, si verifica un'eclissi solare. Quando vi è assenza di ombra e la penombra raggiunge parte dell'estremità settentrionale o meridionale della terra, si verifica un'eclissi solare parziale, che si verifica quindi presso le regioni polari della Terra.

## Percorso e visibilità
Questa eclissi parziale era visibile nell'Unione Sovietica, attuale Russia; in Eurasia ai territori confinanti con l'Oceano Artico. A seconda del fuso orario l'eclissi è risultata dalla tarda notte del 17 giugno sino alle prime ore del mattino del 18 giugno.

## Eclissi correlate

### Eclissi solari 1924 - 1928
Questa eclissi è un membro di una serie semestrale. Un'eclissi in una serie semestrale di eclissi solari si ripete approssimativamente ogni 177 giorni e 4 ore (un semestre) in nodi alternati dell'orbita della Luna.